# Тень ветра
«Те́нь ве́тра» (исп. «La sombra del viento») — роман испанского писателя Карлосa Руисa Сафонa. Впервые опубликован издательством «Planeta» в Испании в 2001 году.

## Сюжет
Однажды утром 1945 года отец приводит своего сына в таинственное скрытое место в самом сердце Старого города: Кладбище забытых книг. Там Даниэль Семпере находит проклятую книгу, которая изменит всю его жизнь и погрузит в лабиринт интриг и секретов, скрытых в темной душе города.

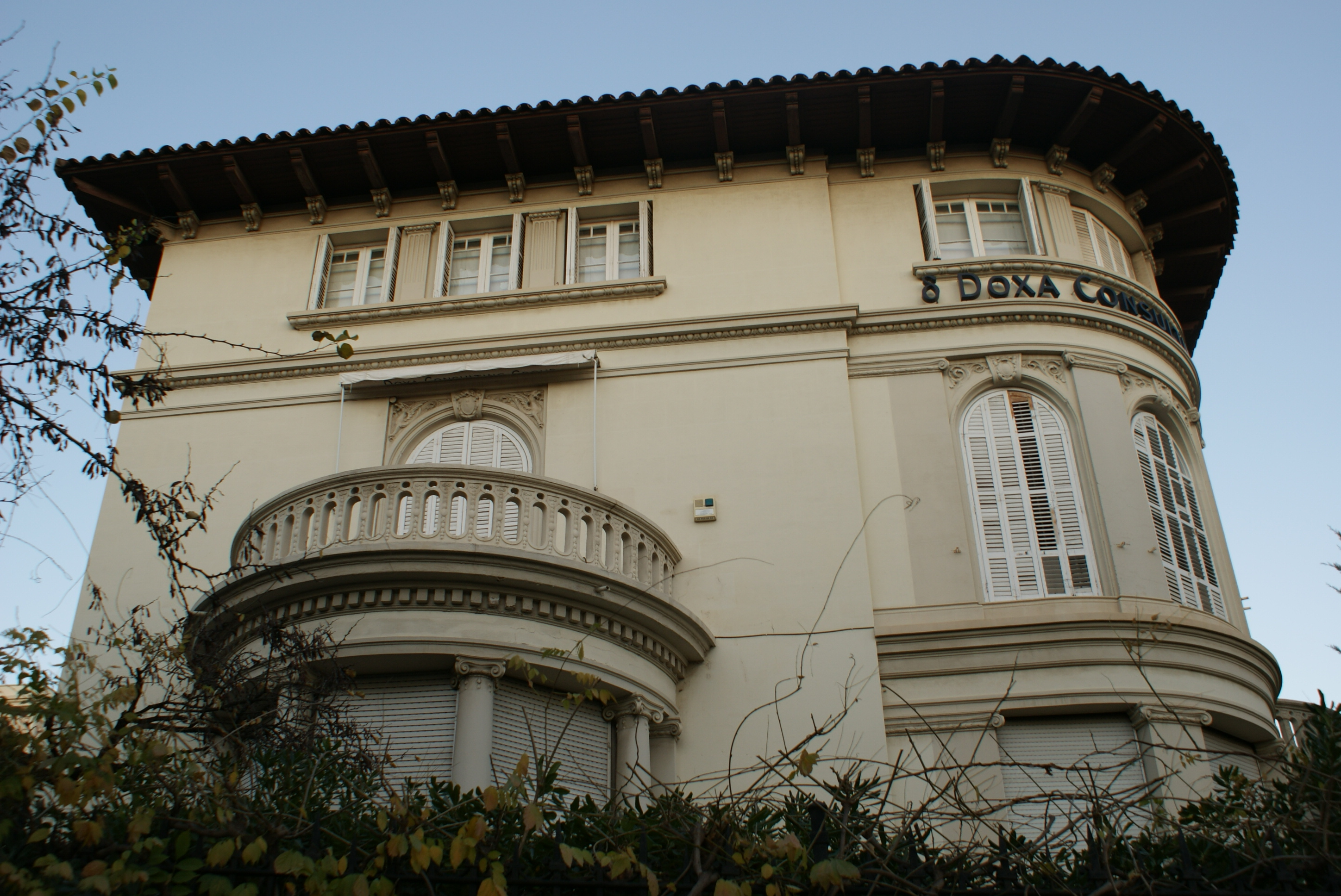
Дом на проспекте Тибидабо, 32 в Барселоне. На этом месте в романе находился дом Алдайя
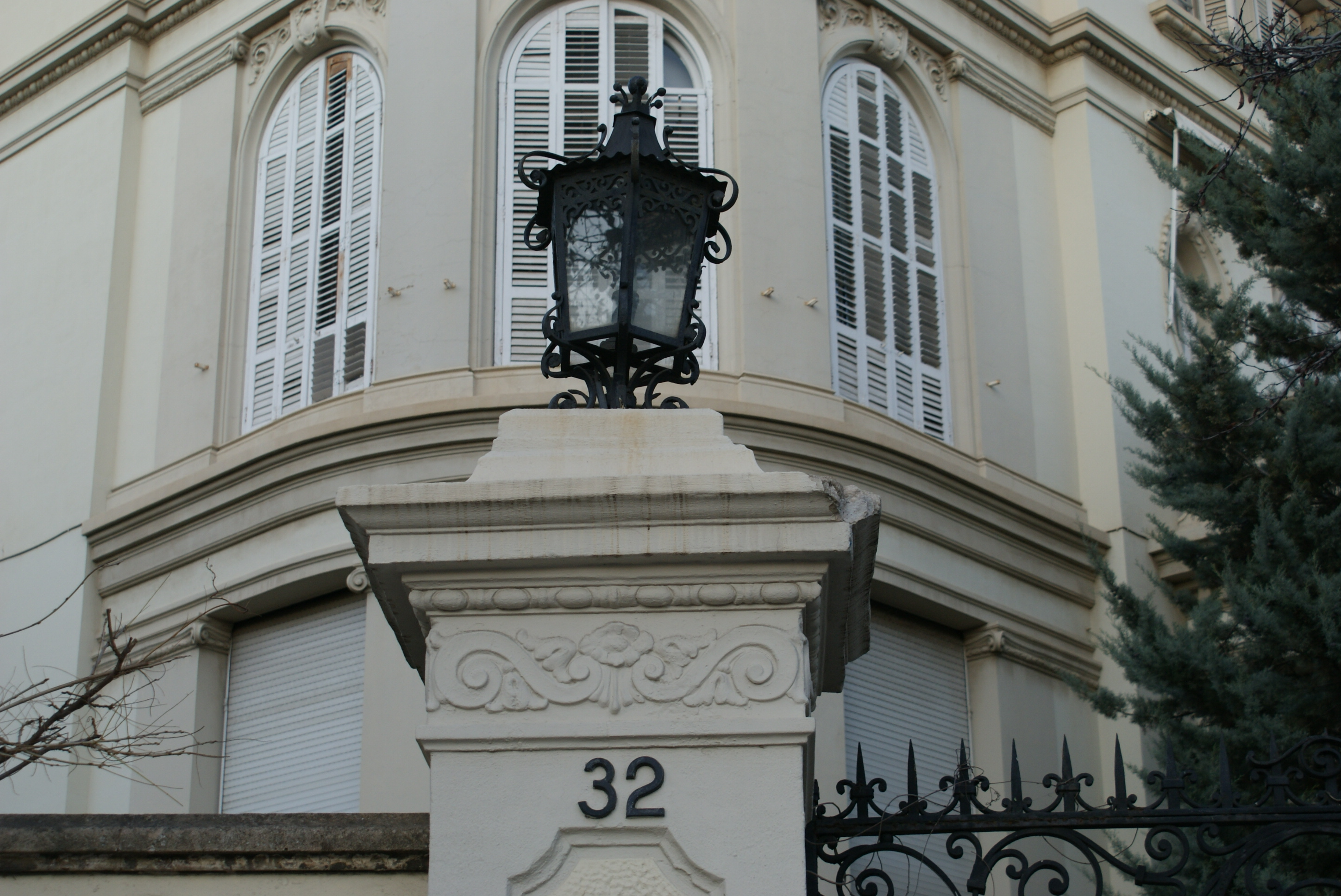
Проспект Тибидабо, 32, Барселона

## Герои
- Даниэль Семпере

Сын продавца книг на улице Санта-Анна и владелец, начиная с 1945 года, единственной копии увлекательного романа таинственного писателя, которого он будет пытаться найти несмотря на огромную опасность и риск для собственный жизни. Его судьба тесно переплелась с любимой книгой и судьбой автора романа.
- Хулиан Каракс

Один из главных героев. Мальчик, который был влюблен в Пенелопу Алдайя и превратился в талантливого писателя — таинственного автора романов, обреченного обстоятельствами на забвение и уничтожение. Считалось, что он был сыном шляпника и, будучи взрослым, жил какое-то время в Париже до начала гражданской войны.
- Лаин Кубер

Псевдоним дьявола в романе Хулиана Каракса. Он ступил из своего вымышленного мира и преследует Даниэля Семпера в действительности.
- Густаво Барсело

Владелец похожей на пещеру книжной лавки на улице Ферран, он был негласным главой самой верхушки цеха букинистов. Хотя он родился в Кальдас-де-Монбуи, он утверждает, что является потомком лорда Байрона. Он серьёзно интересуется книгой Даниэля «Тень ветра».
- Фермин Ромеро де Торрес

Чрезвычайно болтливый нищий, утверждает, что был в плену в подвалах Монжуик за шпионаж во время гражданской войны: «Разведка. Высококлассный шпионаж. Скажу только, что был человеком Масиа в Гаване».
- Хавьер Фумеро

Старший инспектор полиции, бывший наемник, который после войны стал полицейским-мучителем в подвалах Монжуик.

## Реакция
Британское издание The Guardian отмечает, что Сафон умело вызывает в воображении два мира: послевоенная Барселона Даниэля, прокладывающая себе путь через послевоенную диктатуру, и довоенный мир Хулиана, полный аристократизма и семейных ценностей. Основная мысль романа — общность простых людей перед несправедливостью реального мира и умение праздновать маленькие триумфы. Книгу высоко оценил Стивен Кинг, который охарактеризовал её как возрождение жанра «готического романа».

## Награды
- Премия Le Livre de Poche как лучшая «карманная» книга[5]
- Премия Borders Original Voices[6]